# 채함
채함(蔡含, 1647년 ~ 1686년)은 중국 청나라 강희제 시대의 여성 동양풍경화가이다. 자(字)는 여라(女蘿)이며 호(號)는 원옥(園玉)이다.

## 주요 이력
그녀는 중국 청나라 장쑤 성 난퉁 지방 중급 관료 모향(毛薌, 자(字)는 벽강(碧江))의 2번째 측실이기도 하였다. 1668년에 풍경화가로 첫 입문한 그녀의 풍경화 대표작으로는 《추화백한도(秋花白鷴图)》, 《오서도(午瑞图)》 등이 있다.

## 트리비아
그녀의 독특한 동양풍경화 기법 등에 관련하여 중국 청나라 황가 여성 종실이었던 화석화순공주(和碩和順公主, 강희제의 사촌 누나)와 화석유가공주(和碩柔嘉公主, 강희제의 6촌 재종누나)와 고륜단민공주(固倫端敏公主, 강희제의 8촌 삼종누나)와 청나라 황녀 고륜순희공주(固倫純禧公主, 강희제의 서녀)도 모두 감탄하였다 한다.